# Dragdjur

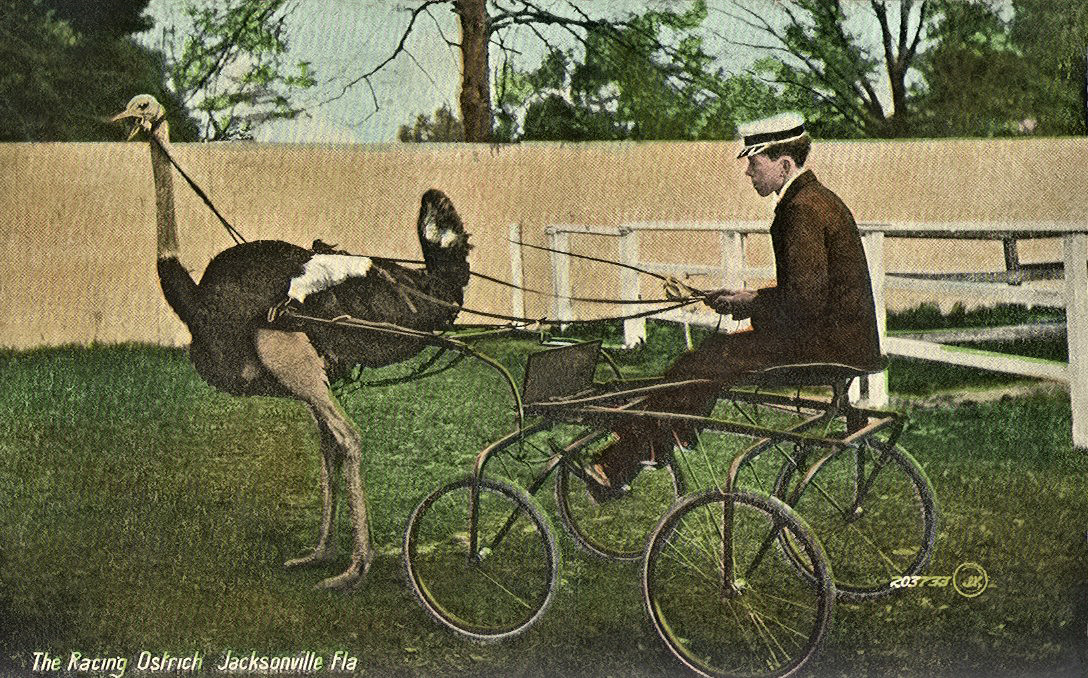
Kappkörning med struts, vykort från Florida 1911.

Dragdjur, lastdjur och riddjur är tre sätt att använda husdjur som kraftkälla i transport, jordbruk, skogsbruk och industriella anläggningar av olika slag. De har haft stor betydelse för den mänskliga kulturens framsteg från tämjandet av husdjur på stenåldern och fram till de konstgjorda kraftmaskinernas intåg (ångmaskiner och motorer) på 1800- och 1900-talet. Deras närmaste konkurrenter har dessförinnan varit mänsklig muskelkraft (inklusive slaveri), vattenhjul och väderkvarnar. Liksom dessa utgör dragdjuren en förnybar energikälla.
Husdjur används i arbete även på andra sätt än som kraftkälla. Se artikeln arbetsdjur.
De vanligaste dragdjuren i större delen av världen är oxe, häst och åsna. Lokalt används slädhund, ren, elefant, vattenbuffel och andra oxdjur. Dragdjur kan dra släp, pulkor, slädar, vagnar, spårvagnar, kanalbåtar och olika jordbruksredskap. Vid sidan av grävda kanaler finns gångstigar för dragdjur till de båtar som inte drevs av egen ångmaskin.
Kappkörning förekommer med både vagn och släde, bland annat som travsport.
Dragdjur kan även gå runt och dra ett hjul som används för att pumpa vatten, driva kvarnar, tröskverk och liknande behov. Häst- och oxvandringar fanns förr på många lantgårdar.
Till dragdjur i populärkulturen hör flygande renar som drar jultomtens släde.
Lastdjur är samlingsnamn på de djur som människan använder till att lasta gods på för transport. Typiska lastdjur är åsna, häst, kamel och lama. Lastdjur har fördelen att kunna gå i kuperad terräng som inte är framkomlig för vagnar och slädar.

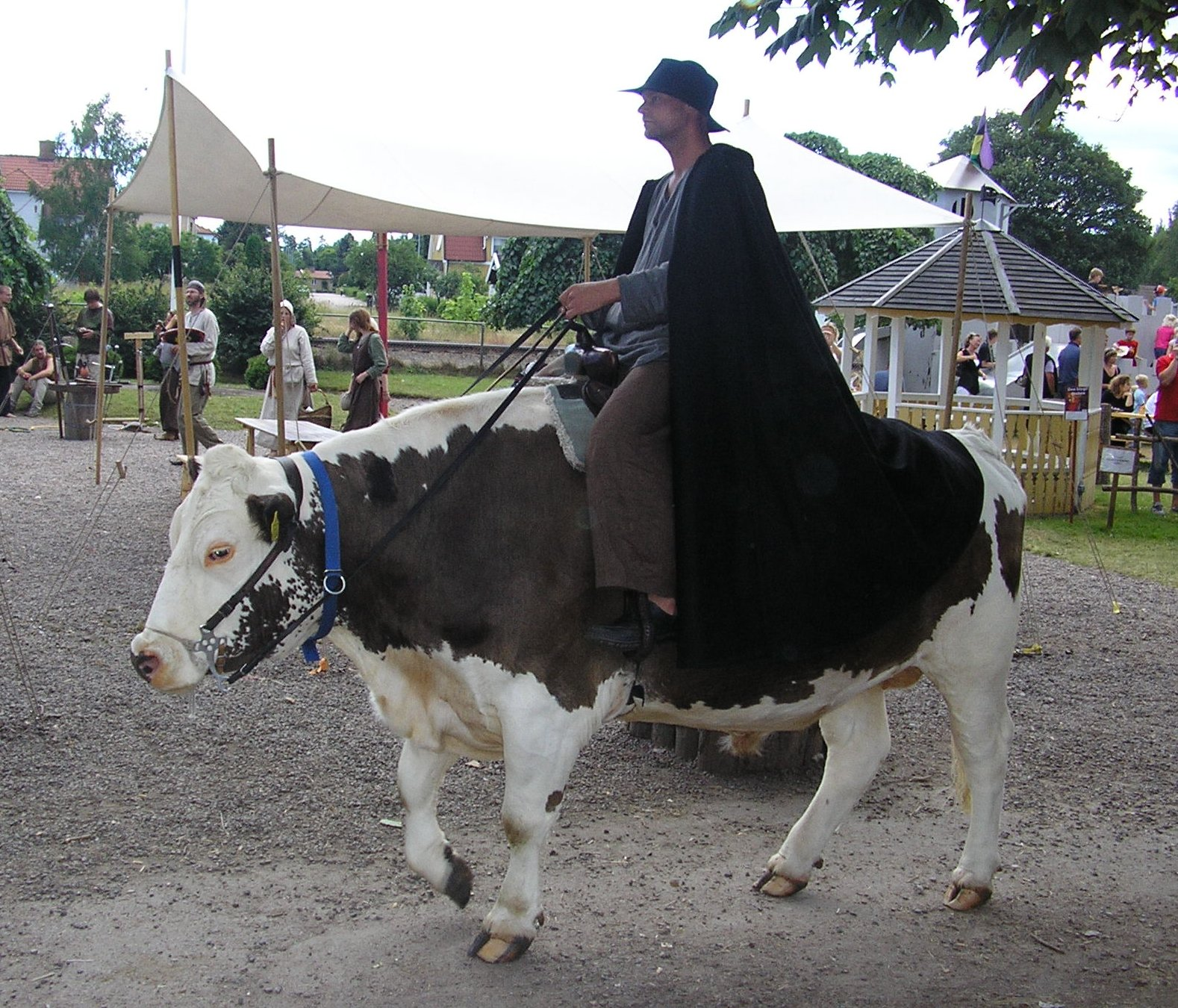
Man ridande en oxe i Hova i Sverige.

Riddjur är ett samlingsnamn på de djur som människan använder till att rida på, det vill säga sitta på samtidigt som man kontrollerar det. Det vanligaste riddjuret är hästen men också kamel och dromedar hör hit, dock kan man också räkna kamel och dromedar till lastdjur beroende på vad de används till för stunden. Även oxdjur, som kor, kan användas som riddjur, även om det förekommer tämligen sällsynt.